# Angelika Waller
Angelika Waller anhörenⓘ(* 26. Oktober 1944 in Bärwalde in der Neumark) ist eine deutsche Schauspielerin und Hörspielsprecherin.

## Leben und Karriere
Angelika Waller, Tochter einer Arbeiterfamilie, entwickelte bereits frühzeitig ihr Interesse am Schauspiel. Bereits während ihrer Schulzeit in Biesenthal wirkte sie bei Schultheateraufführungen und trat im „Dramatischen Zirkel“ des „Hauses der Jungen Talente“ in Berlin auf. Bei der Aufnahmeprüfung an der Berliner Schauspielschule fiel sie jedoch durch. Von 1963 bis 1966 wurde sie schließlich im Nachwuchsstudio des Deutschen Fernsehfunks zur Schauspielerin ausgebildet und schloss ihre Ausbildung mit der Bühnenreife ab.
Nachdem Waller ab 1961 in einigen Fernsehfilmen des DFF, wie etwa Kaufhaus Herz, ihre ersten Rollen spielte, gab sie ihr Kinodebüt zu Beginn ihrer Ausbildung in einer Nebenrolle als Mädchen am Strand im DEFA-Kriminalfilm Die Glatzkopfbande. Im 1965 gedrehten Film Das Kaninchen bin ich von Kurt Maetzig, der der Öffentlichkeit erst im Jahr 1989 zugänglich gemacht wurde, übernahm sie an der Seite von Wolfgang Winkler als Maria Morzeck ihre erste Hauptrolle. Ihre zweite Hauptrolle spielte sie 1966 neben Hannjo Hasse als Martina Carvelli im Zirkusfilm Schwarze Panther. In dem russischen Epos Befreiung übernahm sie 1969 die Rolle der Eva Braun, der Geliebten Adolf Hitlers. Der endgültige Durchbruch als Film- und Fernsehschauspielerin gelang ihr 1973 in der Titelrolle der rothaarigen Eva Kolinauke im Fernsehfilm Rotfuchs. In dem Fernsehmehrteiler Die Frauen der Wardins über das Schicksal einer märkischen Bauernfamilie aus dem Dorf Barnekow spielte sie 1974 die  Arbeitertochter Anna Schlomka. In Manfred Mosblechs Filmdrama Marta, Marta spielte sie 1979 die Mutter der von Marijam Agischewa gespielten Protagonistin Marta. Dem jungen Publikum bekannt wurde sie 1980 vor allem durch die Antagonistenrolle der 13. Fee in Dieter Bellmanns Märchenadaption Dornröschen. Große Beachtung fand 1985 ihre Darstellung der Maria Barbara Bach im Vierteiler Johann Sebastian Bach. Zwischen 1972 und 1988 übernahm sie mehrfach Gastrollen in den Fernsehreihen Polizeiruf 110 und Der Staatsanwalt hat das Wort.
Im wiedervereinigten Deutschland übernahm Waller nur noch gelegentlich Rollen in Film und Fernsehen und auch auf der Bühne. Unter Roland Oehme war sie 1991 in einer Hauptrolle als Lena Simoneit in dem Kinofilm Farßmann oder Zu Fuß in die Sackgasse, basierend nach mehreren Erzählungen von Hermann Kant, an der Seite von Michael Gwisdek zu sehen. Peter Welz besetzte sie 1996 als resolute Doris neben Götz George in dem Fernsehdrama Tote sterben niemals aus. Im Jahr 2003 hatte sie einen Gastauftritt in der ARD-Krankenhausserie In aller Freundschaft. Regisseur Philipp Eichholtz besetzte sie 2018 als Oma Lisbeth in ihrem letzten Kinofilm Rückenwind von vorn. Im Mai 2022 war sie letztmals im Fernsehen in einer Gastrolle in der ZDF-Krimiserie Letzte Spur Berlin zu sehen.
Neben Film und Fernsehen war sie auch am Theater präsent. 1978 übernahm sie unter der Regie von Christoph Schroth die Titelrolle in der viel beachteten Inszenierung Franziska Linkerhand nach dem Roman von Brigitte Reimann am Mecklenburgischen Staatstheater Schwerin. Zudem betätigte sie sich als Regisseurin und inszenierte in Berlin am Berliner Arbeiter-Theater.
Ab den 1970er-Jahren arbeitete Waller zunächst als Dozentin, später als Professorin an der Hochschule für Schauspielkunst „Ernst Busch“ Berlin. Seit 2010 ist sie regelmäßig als Gastdozentin am Thomas-Bernhard-Institut für Schauspiel und Regie am Mozarteum in Salzburg.
Als Synchronsprecherin lieh Angelika Waller ihre Stimme unter anderem Geneviève Bujold (Antonius und Cleopatra) oder Linda Purl (Die letzten Tage von Pompeji).
Waller war verheiratet. Aus der Ehe entstammte eine Tochter, die Schauspielerin Susann Thiede (* 1963). Ihre Enkelin Lucie Thiede (* 1991) ergriff ebenfalls den Schauspielberuf.

## Filmografie

### Kino
- 1963: Die Glatzkopfbande
- 1965/90: Das Kaninchen bin ich
- 1966: Schwarze Panther
- 1968: Wir lassen uns scheiden
- 1968: Mord am Montag
- 1968: 12 Uhr mittags kommt der Boß – Regie: Siegfried Hartmann
- 1969: Im Himmel ist doch Jahrmarkt
- 1971: Hut ab, wenn du küsst!
- 1972: Befreiung (Освобождение)
- 1972: Euch werd ich’s zeigen
- 1973: Unterm Birnbaum
- 1979: Ein April hat 30 Tage – Regie: Gunther Scholz
- 1989: Der Bruch
- 1991: Farßmann oder Zu Fuß in die Sackgasse
- 2001: Happiness Is a Warm Gun
- 2018: Rückenwind von vorn

### Fernsehen
- 1962: Die Ratten (Theateraufzeichnung) – Regie: Fritz Bennewitz
- 1962: Ist doch kein Wunder (Theateraufzeichnung) – Regie: Peter Hagen
- 1963: Humphrey George – Regie: Lutz Köhlert
- 1964: Eine amerikanische Hochzeit – Regie: Jürgen Sehmisch
- 1964: Das Geld der Restauds – Regie: Ralph Boettner
- 1966: Blaulicht (Folge 8×01: Ein Mann zuviel)
- 1967: Brennende Ruhr – Regie: Hans-Erich Korbschmitt
- 1967: Geschichten jener Nacht (Episodenfilm, Teil 3 Materna)
- 1967: Zwei Engel steigen aus – Regie: Hans Knötzsch
- 1968: Tulpen und hohe Kiefern – Regie: Hans-Erich Korbschmitt
- 1968: Die entführte Braut – Regie: Hubert Kreuz
- 1969: Sehnsucht nach Sabine – Regie: Manfred Mosblech
- 1969: Sankt Urban (Vierteiler) – Regie: Helmut Schiemann
- 1972: Polizeiruf 110: Der Tote im Fließ (Fernsehreihe)
- 1972: Bettina von Arnim – Regie: Wolf-Dieter Panse
- 1973: Der kaukasische Kreidekreis (Theateraufzeichnung) – Regie: Lothar Bellag
- 1973: Ein idealer Gatte – Regie: Kurt Jung-Alsen
- 1973: Rotfuchs
- 1974: Der Staatsanwalt hat das Wort: Schwester Martina (Fernsehreihe)
- 1974: Die Frauen der Wardins (Dreiteiler)
- 1976: Daniel Druskat (Fünfteiler)
- 1976: Heimkehr in ein fremdes Land (Dreiteiler) – Regie: Manfred Mosblech
- 1978: Polizeiruf 110: Holzwege (Fernsehreihe)
- 1978: Die Urlauber – Regie: Wolfram Krempel
- 1978: Coriolan – Regie: Karin Hercher
- 1979: Abschied vom Frieden (Dreiteiler)
- 1979: Herbstzeit
- 1979: Marta, Marta
- 1980–1984: Schauspielereien (verschiedene Rollen, 2 Folgen)
- 1980: Ungewöhnliche Entscheidung
- 1980: Blaue Pferde auf rotem Gras (Theateraufzeichnung)
- 1980: Dornröschen
- 1981: Berühmte Ärzte der Charité: Der Mann aus Jena (Fernsehreihe)
- 1981: Der ungebetene Gast (Zweiteiler)
- 1982: Wilhelm Meisters theatralische Sendung (Zweiteiler) – Regie: Celino Bleiweiß
- 1982: Die priwalov'schen Millionen (Sechsteiler) – Regie: Diethard Klante
- 1983: Angelikas Rache – Regie: Norbert Büchner
- 1984: Der Staatsanwalt hat das Wort: Ein Kartenhaus (Fernsehreihe)
- 1985: Johann Sebastian Bach (Vierteiler)
- 1985: Der Staatsanwalt hat das Wort: Hubertusjagd (Fernsehreihe)
- 1987: Der Staatsanwalt hat das Wort: Für Elise (Fernsehreihe)
- 1985: Das Kartenhaus – Regie: Hans Werner
- 1987: Polizeiruf 110: Zwei Schwestern (Fernsehreihe)
- 1988: Der Staatsanwalt hat das Wort: Alles umsonst (Fernsehreihe)
- 1988: Tiere machen Leute (Fernsehserie, 4 Folgen)
- 1994: Babysitter – Regie: Peter Welz
- 1994: Das schafft die nie – Regie: Lih Janowitz
- 1996: Tote sterben niemals aus – Regie: Jürgen Goslar
- 2003: In aller Freundschaft (Folge 5×29: Im Zweifel für den Angeklagten)
- 2007: Krauses Fest
- 2022: Letzte Spur Berlin (Folge 11×07: Rosalie)

## Theatrografie (Auswahl)
- 1967: Bertolt Brecht: Die Tage der Commune (Babette) – Regie: Manfred Wekwerth/Joachim Tenschert (Berliner Ensemble)
- 1969: Aischylos: Sieben gegen Theben – Regie: Manfred Karge/Matthias Langhoff (Berliner Ensemble)
- 1970: Bertolt Brecht: Die Dreigroschenoper (Polly) – Regie: Werner Hecht/Wolfgang Pintzka (Berliner Ensemble)
- 1971: Bertolt Brecht: Die Gewehre der Frau Carrar (Manuela) – Regie: Ruth Berghaus (Berliner Ensemble)
- 1972: Erwin Strittmatter: Katzgraben (Magd Erna) – Regie: B. K. Tragelehn (Berliner Ensemble)
- 1974: Frank Wedekind: Frühlings Erwachen (Melciors Mutter) – Regie: B.K. Tragelehn/Einar Schleef (Berliner Ensemble)
- 1978: Dario Fo: Bezahlt wird nicht! – Regie: Konrad Zschiedrich (Berliner Ensemble)
- 1980: Volker Braun: Simplex deutsch – Regie: Piet Drescher (Berliner Ensemble – Probebühne)
- 1980: Michail Schatrow: Blaue Pferde auf rotem Gras (Saposhnikowa) – Regie: Christoph Schroth (Berliner Ensemble)
- 1983: Bertolt Brecht: Trommeln in der Nacht (Prostituierte) – Regie: Christoph Schroth (Berliner Ensemble)
- 1984: Peter Weiss: Der neue Prozess (Fräulein Bürstner) – Regie: Axel Richter (Berliner Ensemble)
- 1986: William Shakespeare: Troilus und Cressida (Helena) – Regie: Manfred Wekwerth (Berliner Ensemble)
- 1987: Jorge Díaz: Die ganze lange Nacht (Aurora) – Regie: Alejandro Quintana (Berliner Ensemble)
- 1987: Bertolt Brecht: Baal (Emilie) – Regie: Alejandro Quintana (Berliner Ensemble)
- 1987: Alfred Döblin: Berlin Alexanderplatz (Hure Eva) – Regie: Ernstgeorg Hering/Helmut Straßburger (Volksbühne Berlin)
- 1989: Heiner Müller: Germania Tod in Berlin – Regie: Fritz Marquardt (Berliner Ensemble)
- 1991: Georg Seidel: Villa Jugend (Frau Jacobi) – Regie: Fritz Marquardt (Berliner Ensemble)

## Hörspiele
- 1967: Horst Girra: Brennpunkt Autowolf (Marlis) – Regie: Joachim Gürtner (Kriminalhörspiel – Rundfunk der DDR)
- 1969: Ralph Knebel: Rücksicht auf einen Brigadier (Lehrerin) – Regie: Edgar Kaufmann (Rundfunk der DDR)
- 1973: Friedrich Wolf: Der arme Konrad (Res) – Regie: Hans-Peter Minetti (Rundfunk der DDR)
- 1974: Wolfgang Müller: Die Spur des Helfried Pappelmann (Isolde) – Regie: Wolfgang Schonendorf (Rundfunk der DDR)
- 1974: Hans Siebe: Die roten Schuhe (Serviererin) – Regie: Barbara Plensat (Kriminalhörspiel – Rundfunk der DDR)
- 1974: Joachim Walther: Randbewohner – Regie: Werner Grunow (Rundfunk der DDR)
- 1975: Irmgard Keun: Das kunstseidene Mädchen (Doris) – Regie: Wolfgang Brunecker (Rundfunk der DDR)
- 1975: Anatoli Grebnjew: Szenen aus dem Leben einer Frau (Irina Georgijewna) – Regie: Peter Groeger (Hörspiel – Rundfunk der DDR)
- 1976: Johann Nestroy: Der böse Geist Lumpacivagabundus oder Das liederliche Kleeblatt – Regie: Maritta Hübner (Hörspiel – Rundfunk der DDR)
- 1977: Gerd Zebahl: Kumpane (Eva) – Regie: Fritz-Ernst Fechner (Kriminalhörspiel/Kurzhörspiel – Rundfunk der DDR)
- 1977: Hans Siebe: Herzogs Frau (Frau Herzog) – Regie: Achim Scholz (Kriminalhörspiel – Rundfunk der DDR)
- 1977: Juri Trifonow: Der Tausch (Lena) – Regie: Joachim Staritz (Hörspiel – Rundfunk der DDR)
- 1980: Karl-Heinz Jakobs: Casanova in Dux (Vida) – Regie: Barbara Plensat (Rundfunk der DDR)
- 1981: Katrin Lange: Die Adoption – Regie: Maritta Hübner (Kinderhörspiel – Rundfunk der DDR)
- 1981: Joachim Brehmer: Der Doppelgänger (Frau Schmitt) – Regie: Achim Scholz (Hörspiel – Rundfunk der DDR)
- 1982: Albert Wendt: Der Sauwetterwind (Die Frühlingsbrise) – Regie: Christa Kowalski (Kinderhörspiel – Rundfunk der DDR; Übernahme durch Litera, 1985)
- 1984: Annelies Schulz: Schiewas Rache oder Die Geschenke der Götter (Santa) – Regie: Norbert Speer (Kinderhörspiel – Rundfunk der DDR)
- 1984: Brüder Grimm: Der Teufel mit den drei goldenen Haaren (Königin) – Regie: Maritta Hübner (Kinderhörspiel – Litera)
- 1987: Michail Bulgakow: Die letzten Tage (Gontscharowa) – Regie: Ingeborg Medschinski (Hörspiel – Rundfunk der DDR)
- 1991: Jacob Grimm/Wilhelm Grimm: Sex-Märchen zur Nacht (Füchsin) – Regie: Barbara Plensat (Märchen für Erwachsene – Funkhaus Berlin)
- 1991: Waldemar Bonsels: Die Biene Maja (Schnuck, eine Libelle) – Regie: Werner Grunow (Kinderhörspiel – DS Kultur)
- 1991: Ingomar von Kieseritzky: Wunschprogramme für Riesenschildkröten (Edith) – Regie: Barbara Plensat (Hörspiel – Funkhaus Berlin/SDR)
- 1993: Renate Görgen: Vom Melken oder Die Sinnlich-übersinnlichen Abenteuer des Walter Wolkenstein – Regie: Ursula Weck (Hörspiel – DS Kultur)
- 1997: Irmgard Keun: Gilgi, eine von uns (Frau Greif) – Regie: Barbara Plensat (Hörspiel – NDR)
- 1998: Simone Schneider: Malaria. – Regie: Annette Jainski (Hörspiel – DLR)
- 2001: Józef Ignacy Kraszewski: Gräfin Cosel (Gräfin Reuß) – Regie: Walter Niklaus (Hörspiel (5 Teile) – MDR)
- 2004: Rolf Schneider: Die Affäre d’Aubray (Madame de Rabutin-Sévigné) – Regie: Walter Niklaus (Hörspiel – MDR/RBB)
- 2004: Ronald Steckel: Durchbrüche – Regie: Ronald Steckel (Hörspiel – RBB)

## Auszeichnungen
- 1978: Kunstpreis der DDR[2]